# (73596) 2147 T-2
(73596) 2147 T-2 – planetoida z pasa głównego asteroid. Okrąża Słońce w ciągu 5,02 lat w średniej odległości 2,93 j.a. Odkryta 29 września 1973 roku.